# جزيرة سينلاك
جزيرة سينلاك وهي جزيرة من جزر إندونيسيا، وتقع في إقليم كالمنتان الشمالية في إندونيسيا.